# Zazpiak Bat

Zazpiak Bat è lo stemma di Euskal Herria. Si possono distinguere i sei stemmi delle regioni basche.

Zazpiak Bat è un motto basco inneggiante all'unificazione delle sette regioni di Euskal Herria coniato da Antoine Thomson d'Abbadie. Deriva dalle parole basche zazpi (che significa sette) con il suffisso -ak che indica pluralità e bat (che significa uno). Si può tradurre in italiano con le frasi "i sette sono uno" o "sette in uno".
Zazpiak Bat è anche il nome dello stemma di Euskal Herria, disegnato da Jean Jaugain nel 1897. Tale stemma rappresenta uno scudo diviso in sei sezioni (tre superiori e tre inferiori) ognuna delle quali rappresenta lo stemma di una delle sei regioni di Euskal Herria (si considerano, limitatamente al disegno, la Navarra spagnola e la Navarra francese come un'unica regione).

## Lo stemma
Ognuno dei sei riquadri in cui è suddiviso lo stemma rappresenta una regione di Euskal Herria secondo lo schema che segue.
I tre stemmi superiori, da sinistra a destra, rappresentano Hegoalde
- La regione di Araba. Il suo stemma rappresenta una roccia con sopra un castello merlato dal quale fuoriesce un braccio armato di spada nell'atto di colpire un leone grifato. La regione adottò questo stemma nel 1332 quando accettò una relazione feudale con la città di Portilla.
- La regione di Bizkaia. Il suo stemma rappresenta la Quercia di Gernika che copre quasi totalmente una croce latina color argento, il tutto bordato da otto decusse rosse su sfondo dorato. La croce è il simbolo della diffusa religione cattolica nella regione, mentre la Quercia di Gernika (Gernikako Arbola in basco), che si trova proprio in Bizkaia, è l'albero sotto il quale storicamente si riunivano i capi-clan per prendere decisioni importanti, tuttora considerato simbolo della tradizione democratica basca.
- La regione di Gipuzkoa. Il suo stemma rappresenta tre alberi, uno al centro e due ai lati, di uguale proporzione ai piedi dei quali si trovano tre onde azzurre. Il loro significato sono il mare cantabrico e la foresta di pini che copre la regione; inoltre gli alberi sono tre come le regioni principali della Gipuzkoa.

I tre stemmi inferiori da sinistra a destra, rappresentano Iparralde
- La regione di Lapurdi. Il suo stemma è diviso a metà: la parte a sinistra rappresenta un leone rosso che tiene in mano una spada su sfondo dorato; la parte a destra un giglio dorato su sfondo blu. Questo era lo stemma della città di Ustaritz e fu adottato quando divenne il capoluogo della regione. Rappresenta gli antichi visconti che regnavano in zona.
- Le regioni di Nafarroa e Nafarroa Behera. Il loro stemma rappresenta uno smeraldo verde da cui partono otto bracci di catene dorate le cui estremità sono unite a formare uno scudo, il tutto su sfondo rosso. Questo stemma a partire dal 1212 era il simbolo del Regno di Pamplona. Le catene sono quelle che circondavano la tenda del califfo dei Mori e che furono prese da Sancho il Grande nel 1212, dopo una battaglia, mentre lo smeraldo simboleggia le ricche spoglie che Sancho donò a varie chiese.
- La regione di Zuberoa. Il suo stemma rappresenta un leone dorato su sfondo rosso. Era lo stemma del re di Maule.